# Pila mizoramensis
Pila mizoramensis — вид прісноводних черевоногих молюсків з родини ампулярій (Ampullariidae). Описаний у 2021 році.

## Поширення
Ендемік Індії. Поширений у штаті Мізорам.